# Crack the Shutters
Singles de Snow Patrol
Take Back the City
(2008) If There's a Rocket Tie Me to It
(2009)
Crack the Shutters est le deuxième single extrait de l'album A Hundred Million Suns du groupe de rock alternatif Snow Patrol. La chanson est d'abord sortie le 12 décembre 2008 en Irlande, sous le label Fiction/Interscope, puis en téléchargement dans le reste du monde à partir du 14 décembre. Elle a été produite par Jacknife Lee et apparaît également dans la compilation Up to Now sortie en 2009. Les paroles ont été écrites par Gary Lightbody, le leader de Snow Patrol, et la musique a été composée par l'ensemble du groupe.
Le single a généralement reçu des avis plutôt positifs des critiques même si ceux-ci s'accordent pour dire qu'il est « typique » de Snow Patrol. Malgré un succès modéré à travers le monde, le titre a atteint la tête du Billboard Triple A chart aux États-Unis et le Top 15 aux Pays-Bas. Crack the Shutters est par ailleurs le nom d'une exposition de photographies de Bradley Quinn, qui présente des photographies prises lors de concerts de Snow Patrol.

## Écriture et production
« C'est la chanson d'amour la plus pure que j'ai jamais écrite. Encore plus que Chasing Cars. Elle parle de s’abandonner avec délices et émerveillement à la beauté de quelqu’un que l'on aime de tout son cœur. »
— Gary Lightbody

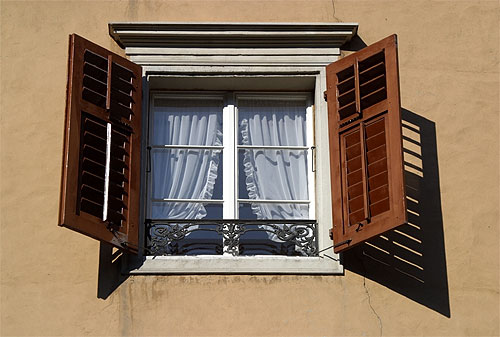
Crack the Shutters signifie ouvre les volets en anglais.

Alors qu'il était en train de « bricoler » sur son piano avec quelques idées de mélodies en tête pour leur nouvel album, Gary Lightbody  composa les premières mesures de Crack the Shutters. Le jour même, au studio, le groupe finit d'élaborer le morceau. Aux dires du chanteur, la chanson en est sortie « complètement transformée », même si la version initiale avait la même structure que l'extrait présent sur l'album. Pour les paroles, la phrase « crack the shutters open wide » est la première qui lui est venue à l'esprit, elle signifie en français « ouvre les volets en grand ». Lightbody explique que c'est « la chanson la plus naturelle de l'album, [qu']elle parle de la chose la plus naturelle au monde ».
À la sortie de l'album, le site officiel de Snow Patrol a mis en ligne un article, qui était à l'origine une interview à la Raidió Teilifís Éireann dans laquelle Gary Lightbody parlait des nouvelles chansons de l'album. À propos de Crack the Shutters, le chanteur et parolier du groupe disait que c'est la chanson la plus pure qu'il ait jamais écrite. Contrairement aux albums précédents dont les textes parlaient de ruptures amoureuses, A Hundred Million Suns est réputé pour ses plutôt textes positifs et pour Lightbody, le titre Crack the Shutters est un des plus positifs de cet album. Dans une autre interview accordée au Sunday Times, il a exprimé ses difficultés à écrire des chansons parlant d'amour. Lighbody a par ailleurs remercié le producteur Jacknife Lee de l'avoir aidé à écrire les textes.

## Description musicale

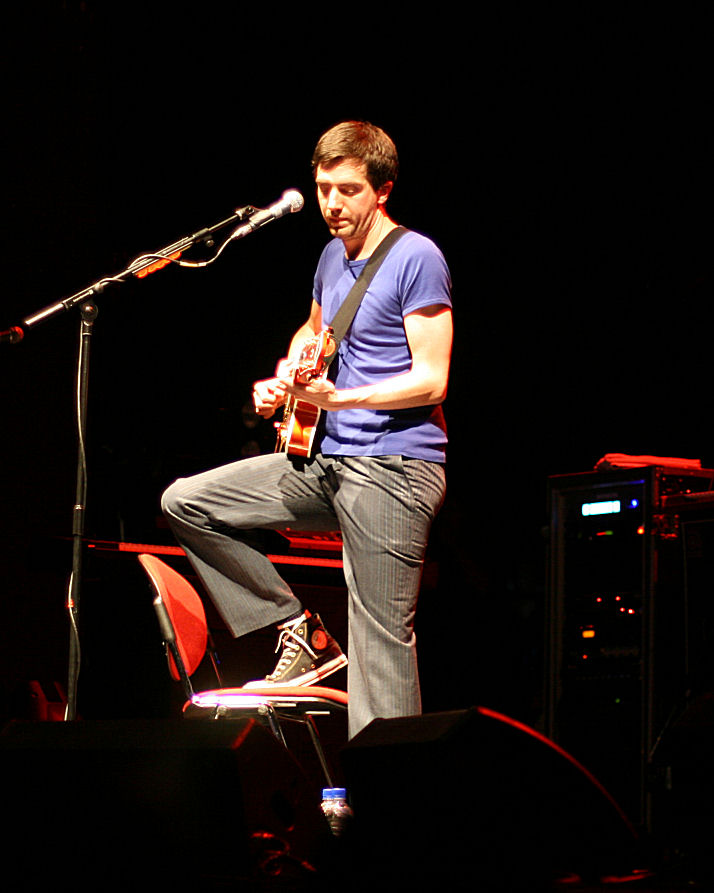
Gary Lightbody, peu avant la sortie du single.

Crack the Shutters est une chanson mêlant le rock indépendant et le rock alternatif,. Elle est décrite par certains comme étant « très pop »,. Elle est écrite dans une signature rythmique de 4/4 et dans une tonalité en Do majeur ; elle a un tempo de 108 battements par minute. Le morceau de 3 min 20 s s'appuie sur le carillonnement et la mélodie du glockenspiel ainsi que sur le doux grattement des guitares,, le piano est également utilisé. La voix de Lightbody apparaît après 4 temps et varie du sol3 au mi5.

## Promotion et sortie
Durant le Take Back the Cities Tour, qui avait pour but de promouvoir l'album, la chanson est devenue la préférée des fans. Le groupe a organisé sur son site officiel une compétition auprès des fans pour la réalisation de la pochette du single. La seule règle était d'avoir Snow Patrol et Crack the Shutters inscrit dessus. L'œuvre gagnante a été choisie par le groupe puis utilisée sur snowpatrol.com pour la version remixée du single. La chanson a été placée dans la A List de la BBC Radio 2 la semaine du 6 décembre 2008, elle a ensuite été diffusée vingt fois dans la semaine. Le groupe a fait don de la chanson pour la campagne Not in My Name contre le parti d'extrême droite British National Party, elle a été utilisée comme bande sonore d'une vidéo,. Crack the Shutters a également été utilisée dans le 15e épisode de la série 90210, intitulé Carpe Diem en français et Help Me, Rhonda en anglais. Cet épisode a été diffusé pour la première fois le 3 février 2009 aux États-Unis.
Une offre groupée de l'iTunes Store incluant le single et  le Haunts Remix de la chanson a été mise en ligne le 14 décembre 2008. Un Kid Glove Remix du titre a été également mis en ligne sur iTunes le même jour.
Le single est sorti en deux formats physiques : en CD single, qui contient en face b la chanson inédite Cubicles, et en vinyle 7" qui contient lui une reprise de One Day Like This, une chanson d'Elbow, enregistrée lors du « Live Lounge on Tour » de Jo Whiley. Seules 500 copies au format vinyle ont été commercialisées et uniquement dans les HMV Music Stores. Le single physique est quant à lui sorti le 12 décembre 2008 en Irlande, le 15 décembre au Royaume-Uni, le 16 décembre en Australie et en Allemagne et le 19 décembre aux Pays-Bas.

## Accueil du single

### Accueil des médias
Crack the Shutters a généralement reçu des avis positifs. Pour Avril Cadden du Sunday Mail, le groupe est « revenu en forme » avec cette chanson. Elle la qualifie d'« exaltante et efficace ». Elle trouve par ailleurs les paroles « sincères » et le chant « sensible » et « enthousiasmant ». Même si elle regrette que le titre n'apporte « rien de nouveau » et qu'il soit « typique de Snow Patrol », elle déclare toutefois qu'il est le « meilleur de l'album ». Tout comme Cadden, John Dingwall du Daily Record donne une note de 4 sur 5 au single. D'après lui, cette chanson « habilement écrite » est extraite d'un album tout aussi « brillant ». Il pense qu'elle est « parfaitement délivrée » par Gary Lightbody dont le « chant émotif » est la « cerise sur le gâteau ». Susan Smit de Channel24 complimente elle aussi le titre qui est à son avis le Chasing Cars de l'album. Jaime Gill le compare également au principal succès du groupe en la jugeant « plutôt belle ». Il écrit sur Yahoo! Music que « la chanson est pleine de vie » durant « la chaleureuse étreinte du refrain » et que « Lightbody semble vraiment enchanté par la femme avec qui il est ». Ross Langager remarque sur PopMatters que même si la chanson reste « classique », elle demeure néanmoins « sensible » avec une « touche de romantisme ».
Cependant, d'autres critiques sont moins convaincus par Crack the Shutters, à l'image du journaliste du Sun, Poppy Cosyns, qui trouve que les paroles sont « jonchées de clichés et de romantisme gluant ». Il apprécie tout de même que le titre soit une « offre plus discrète » que le single précédent : Take Back the City. Nick Levine de Digital Spy est plus sévère en n'attribuant à la chanson que 2 étoiles sur 5. Il déplore sa ressemblance avec ce que le groupe faisait auparavant. Il critique aussi le refrain pour ne pas être « aussi exhalant qu'il semble l'être ». Il conclut en conseillant aux fans de plutôt acheter l'album The Circus des Take That. Fraser McAlpine de la BBC donne également deux étoiles au single. Comme plusieurs de ses collègues, il pense que Crack the Shutters est une « chanson habituelle de Snow Patrol », qui ne prend aucune « nouvelle direction audacieuse ».

### Accueil du public
Le single a eu un succès modéré dans les classements, en se positionnant dans les  classements de huit pays européens ainsi qu'aux États-Unis et au Japon. Il s'est hissé jusqu'en 43e position du UK Singles Chart, devenant ainsi le premier single à manquer le Top 40 au Royaume-Uni depuis la version originale de Spitting Games en 2003. Il est resté huit semaines dans le Top 75 et dix semaines dans le Top 100. Crack the Shutters a cependant atteint la 14e place du classement aux Pays-Bas, soit autant que le plus grand succès de Snow Patrol dans le royaume : Shut Your Eyes, qui y était en revanche resté cinq semaines de plus en 2007,. Le single est arrivé en première position du Triple A Chart aux États-Unis, place qu'occupait précédemment Take Back the City, le premier extrait de l'album. La chanson a passé au total 70 semaines dans les classements du monde entier.

## Clip vidéo
Le clip de Crack the Shutters a été tourné après que le groupe a achevé le rapide Take Back the Cities Tour. Il a été produit par Suza Horvat et mit en scène par Kevin Godley. La vidéo s'ouvre sur le groupe jouant les premières mesures de la chanson sur leurs instruments respectifs.
Gary Lightbody est ensuite montré en train de chanter les paroles avec la caméra cadrée sur ses lèvres. Elle effectue un zoom arrière, révélant lentement son visage complet. Lorsque la chanson arrive au premier refrain, la caméra dézoome rapidement pour montrer le groupe entier et une foule de personnes courant juste devant. La foule disparait à la fin du refrain. Le deuxième couplet se compose de plans intercoupés montrant les cinq membres du groupe.
Le second refrain montre à nouveau la foule passant devant le groupe. À la fin de celui-ci, ces personnes s'approchent de la scène où se trouve Snow Patrol, avec des lampes de poche à la main. Le plan suivant, fait apparaître le groupe comme s'il était en concert, grâce à la lumière de ces lampes. Le clip finit par l'image de Gary Lightbody se reposant sur son micro.

## Versions du titre
| - CD Single (Royaume-Uni et Australie) : 1. "Crack the Shutters" – 3:20 2. "Cubicles" – 3:11 - CD single (Europe) :, 1. "Crack the Shutters" – 3:20 2. "Cubicles" – 3:11 3. "Crack the Shutters" (Haunts Remix) – 5:01 4. "Crack the Shutters" (Kid Glove Remix) – 4:16 5. "Take Back the City" (Video) - Exclusivité Snowpatrol.com: 1. "Crack the Shutters" (Kid Glove Remix) - 4:16 | - Vinyle 7" : A: "Crack the Shutters" – 3:20 B: "One Day Like This" (Live) – 5:03 One Day Like This est une reprise de la chanson d'Elbow. Elle a été enregistrée durant le "Live Lounge on Tour" de Jo Whiley. - iTunes (téléchargement promotionnel) : 1. "Crack the Shutters" – 3:20 2. "Crack the Shutters" (Haunts Remix) – 5:01 - iTunes (téléchargement) : 1. "Crack the Shutters" (Kid Glove Remix) – 4:16 - CD promotionnel : 1. "Crack the Shutters" – 3:24 |

## Crédits
Snow Patrol
- Gary Lightbody – chant, guitare, chœurs
- Nathan Connolly – guitare, chœurs
- Paul Wilson – guitare basse, chœurs
- Jonny Quinn – batterie
- Tom Simpson – claviers

Autres personnels
- Jacknife Lee – producteur
- Cenzo Townshend – mixage
- Neil Comber – assistant mixage
- John Davis – mastering[42]

## Classements
| Classement (2008)                                   | Position |
| --------------------------------------------------- | -------- |
| Canada (téléchargements)                            | 58e      |
| États-Unis (téléchargements)                        | 74e      |
| États-Unis Billboard Bubbling Under Hot 100 Singles | 11e      |
| Irlande                                             | 50e      |
| Royaume-Uni                                         | 43e      |
| Suède,                                              | 29e      |
| Classement (2009)                                   | Position |
| Allemagne                                           | 28e      |
| Autriche,                                           | 32e      |
| Belgique (Flandre),                                 | 42e      |

| Classement (2009)                  | Position |
| ---------------------------------- | -------- |
| Belgique (Wallonie)                | 19e      |
| États-Unis Triple A Tracks         | 1er      |
| États-Unis Hot Adult Top 40 Tracks | 37e      |
| Europe                             | 65e      |
| Irlande                            | 32e      |
| Japon                              | 67e      |
| Pays-Bas                           | 14e      |
| Royaume-Uni                        | 50e      |
| Suisse,                            | 72e      |

## Exposition
Crack the Shutters est égalent le nom d'une exposition de photographies qui s'est tenue lors du festival annuel Transl, organisé par la « Urban Arts Academy ». Représentée dans la galerie deux du Waterfront Hall de Belfast du 8 juillet 2009 à la fin de ce mois, l'exposition est composée de photographies de Bradley Quinn prises lors de concerts de Snow Patrol à la fois sur scène et en coulisses,. Bradley est le frère du batteur du groupe, Jonny Quinn ; il a aussi été un camarade de classe de Gary Lightbody. Il a donc connu les membres du groupe avant que Snow Patrol existe et il a ainsi été celui qui a pris leur première photos de presse.
Avec les clichés, un journal de la tournée et des clips vidéo, une vidéo d'animation de seize minutes, dont Snow Patrol s'était notamment servi durant le Taking Back the Cities Tour pendant la représentation de The Lightning Strike, est exposée. Le groupe de rock indépendant Cashier No. 9, qui avait fait la première partie de leur tournée en Irlande et au Royaume-Uni, entre février et mai 2009, a par ailleurs donné un concert pour l'exposition. Pour marquer l'événement, Snow Patrol a organisé sur son site officiel une compétition pour offrir cinq clichés dédicacés du travail de Bradley Quinn.